# El tesoro del conde Arnau
El tesoro del conde Arnau es una de las historietas de Superlópez creada por Jan en 1990.

## Trayectoria editorial

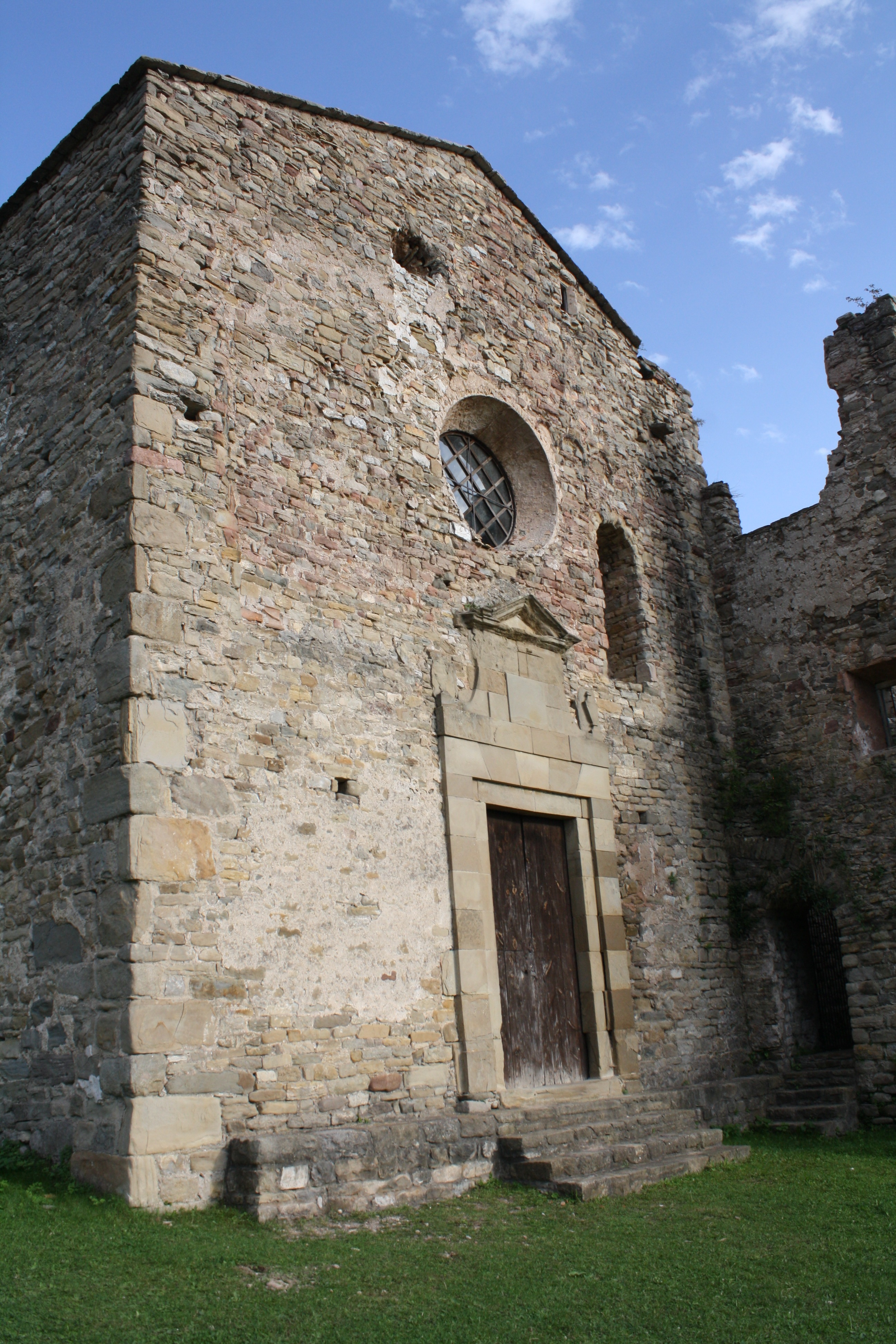
monasterio de Santa María de Lillet

Publicada originalmente en el número 55 de la revista Superlópez y más tarde en el número 17 de la Colección Olé como complemento de Periplo búlgaro.

## Argumento
Jaime y Luisa están tomando algo en un bar, cuando se une a la conversación un hombre que afirma ser descendiente del Conde Arnau y que está tratando de emigrar a América para huir de una maldición que le impide recoger un tesoro que se encuentra en el monasterio de Santa María de Lillet, pero se ofrece a otorgarle los derechos sobre el mismo si le dan dinero suficiente para viajar a América. López se incorpora a esta conversación a medias y desconfía de inmediato de todo lo que dice el conde, pero Luisa ya se ha decidido a aceptar el trato. 
Luisa y Jaime van al monasterio, seguidos de Superlópez y empiezan a buscar el tesoro hasta que Luisa queda dormida. Luisa se encuentra con tres extraños personajes: un hombre vestido de monje, un hombre con corona que afirma ser el conde Arnau y un cura que se queja de estar condenado a llevarse una teja cada noche durante toda la eternidad. Luisa despierta y habla con un pintor al que, al preguntarle por el tesoro, responde que el único tesoro es el propio monasterio a pesar de que ha sido muy descuidado hasta el punto de que hubo un cura del pueblo que se llevaba las tejas del mismo para construir su casa. Además le regala una postal de una talla románica del siglo XIII cuyo aspecto es el mismo del monje soñado por Luisa. Luisa se da cuenta de que ha sido estafada pero Superlópez le responde que él ya se ha encargado de capturar al timador y recuperar el dinero.